# Єтрополе
Є́трополе (болг. Етрополе) — місто в Софійській області Болгарії. Адміністративний центр общини Єтрополе.
Етрополе має понад 2500-річну історію. Виник у VII-VI столітті до нашої ери. Його першими поселенцями були фракійці з племені Трибалі. Протягом багатьох століть село розташоване на важливому перехресті, що з'єднує Дунай з Македонією та Фракією, поблизу 2 важливих перевалів Стара Планина - Етропольського (сьогодні село Стургель для Софії) та Златішки (для Фракії та Егейського моря). 
По дорозі Етрополе – Златиця (Златишки перевал), на зворотному шляху в Стародавню Македонію, після успішного походу проти скіфів, пройшли війська Македонського царя Філіпа II у 339 р. до н.е. Тоді одноплемінники зустріли їх у гірських ущелинах, забрали здобич, яку несли македонці, боролися за неї і, поранивши самого Філіпа II Македонського, підняли її.
Пізніше Олександр Македонський (з 335 р. до н. е. він прийшов помститися за свого батька і переслідувати племена аж до Дунаю, звідки вони втекли на острів), кельти та римські легіони.
У середні віки звідти відбувся ряд військових походів: римський імператор Ісаак II Ангел, який очолив свої війська в 1188 р. проти асенєвців, які укріпилися в Ловечі; тарновські царі під час військових походів на Македонію (наприклад, Михайло III Шишман у 1330 р.) та ін.
Розташування та природні умови регіону сприяють економічному розвитку та торгівлі з давніх часів. Археологічні свідчення – македонські та грецькі монети, зразки грецької кераміки, предмети розкоші та ювелірні вироби, свідчать про раннє налагодження торгівлі з далекими ринками – Фінікією та Єгиптом.
У 16-17 століттях місто розвивалося як важливий гірничо-ремісничий центр. Добувають залізо, мідь, золото і срібло.
У 16 столітті в Етрополе оселилися досвідчені саксонські гірники, які впровадили нову технологію в гірничодобувну справу — самоківські молоти.
Розробка рудних родовищ стимулює бурхливий розвиток ряду ремесел, пов'язаних з обробкою металів, — ковальство, мідництво, ножівництво, золотарство, туфництво.
Дуже добре розвиваються шевство, гончарство, чашество, плетіння, шкіряне та хутряне, мутафчійство, вугілля, тепавічарство та багато інших. За архівними даними 1820 року в Єтрополі зареєстровано 42 ремесла.
Ремісничо-торговельні зв’язки міста були переважно з Пловдивом, Плевеном, Софією, Свищовом, Ловечем та ін. За межі країни товари вивозилися до Відня, Будапешта, Константинополя, Олександрії, Едірне, Бухареста, Бітоли, Росії, Австро-Угорщини.
Економічне піднесення поселення створює умови для розвитку освіти та літератури. У 16 – 17 столітті в монастирі «Св. Трійці» («Вапняк»), розташованому в мальовничому куточку за 5 км на південний схід від міста, було створено Етропільську літературно-просвітницьку та каліграфічно-художню школу. Там копіюється біблійна та літургійна література зі своєю оригінальною манерою письма та оздоблення. Збереглося 76 томів рукописів – безцінних документів у скарбниці болгарської літератури.
У 1613 році в монастирі було створено келійну школу. Наприкінці 18 століття такі школи були засновані в місті, при церквах і подвір’ях Рильського, Зографського, Гложенського та Черепішського монастирів. У 1811 р. в Етрополі відкрито народну келійну школу.
У 1828-1830 рр. було збудовано одне з перших шкільних будівель в країні, пристосоване для спільної школи. Етропольські князі - купці та ремісники, побудували юнацьку та жіночу класну школу, красиві житлові та господарські будівлі та сприяли розширенню та благоустрою міста.
Стрімкий розвиток освіти дав значний поштовх культурному піднесенню ближніх і далеких населених пунктів. Десятки граматистів, учителів і вчителів з Єтрополя або здобули тут освіту, поширювали знання, освіту та культуру на болгарських землях.
У 1865 році Мідхат-паша побудував нову головну дорогу з Софії в Північну Болгарію (Плевен і Русе) через перевал Арабаконак. Село Самунджиєво, розташоване біля дороги, стало важливою точкою, швидко розрослося, було оголошено містом і перейменовано в Органі (нині Ботевград). Протягом століть воно знаходилося на важливому перехресті, а після 1865 року - 15 км від головної дороги, Етрополе почав поступово втрачати свій вплив і залишався невеликим містечком.
Тодор Пеєв (1842 – 1904) – педагог, революціонер, письменник і журналіст, один із видатних діячів Відродження в країні, який залишив яскравий слід у вітчизняній історії, зробив беззаперечний внесок у розвиток просвітницької роботи в Росії. Етрополе.
За особистої участі Василя Левського в 1870 р. був заснований ревком.
Єтрополе також відіграло важливу роль у російсько-турецькій визвольній війні (1877-1878). Після падіння Плевена російські війська попрямували до Софії. Однак турки, які укріпилися (див. Арабаконакську битву) на позиції Арабаконак-Шиндарніка, заблокували перевали Орхані, Етрополе та Златишки, що вели до Софії та Пловдива. Російське командування визначає Етрополе як важливу стратегічну позицію та відправну точку для цих перевалів. 24 листопада 1877 р. 3-я гвардійська піхотна дивізія (командував генерал-майор Віктор Дандевіль) Західноросійського загону генерал-лейтенанта Йосипа Гурка захопила Етрополе (див. Битва під Етрополем) і принесла Свободу. Звідти він 40 днів вів зимову переправу через Балканські гори. Багато єтропольців та мешканців навколишніх сіл допомагають російській армії – у технічному забезпеченні, розвідці, постачаннях тощо.

## Населення
За даними перепису населення 2011 року у місті проживали 10 292 особи.
Національний склад населення міста:
| Національність   | Кількість осіб | Відсоток |
| ---------------- | -------------- | -------- |
| болгари          | 9636           | 97,8%    |
| цигани           | 127            | 1,3%     |
| турки            | 10             | 0,1%     |
| інша             | 25             | 0,3%     |
| не визначились   | 50             | 0,5%     |
| Всього відповіли | 9848           |          |

Розподіл населення за віком у 2011 році:
Динаміка населення: